# Persuasió (novel·la)

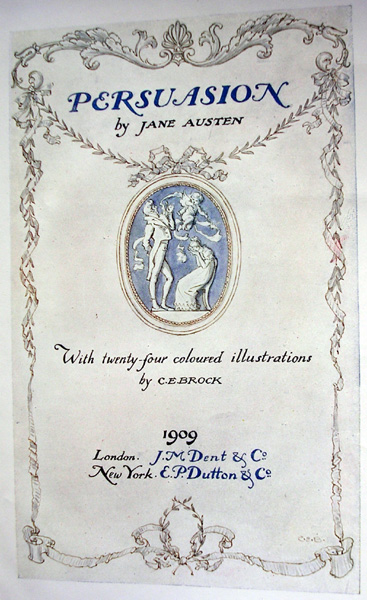
Portada d'una edició de 1909 de Persuasió

Persuasió és l'última novel·la acabada de Jane Austen. La va començar a escriure just després d'Emma, i la va acabar l'any 1816. Un any després l'autora va morir, a l'edat de 41 anys.

## Argument
Sir Walter Elliot, de Kellynch Hall, té tres filles: Elizabeth, la gran i la seva preferida; la petita, Mary, casada i amb fills, i finalment l'Anne, la germana del mig, la protagonista de la història, discreta i senzilla i bastant ignorada per la resta de la família. L'Anne havia estat a punt de casar-se amb un jove oficial de marina, Frederick Wentworth, però la família la va fer desistir perquè el van considerar massa pobre i de poca distinció social. Set anys després, aquell oficial que ara ja és un ric capità de la Marina Reial, torna a aparèixer a la vida d'Anne, però encara ressentit amb ella per haver-se deixat convèncer de rebutjar-lo.

## Els persontages
Aquests serien els personatges principals:
- Sir Walter Elliot, el pare. És el Baró de Kelynch Hall.
- Lady Elliot, la mare que va morir quan Anne era adolescent.
- Lady Russell, amiga de la família.
- Elizabeth Elliot, la germana gran.
- Mary, la germana petita
- Anne, la germana del mig i la protagonista de la història.
- Capità Wentworth, que fa set anys va marxar d'Anglaterra quan l'Anne el va rebutjar i ara torna, ric i ressentit amb ella.

## Anàlisi del començament de la novel·la

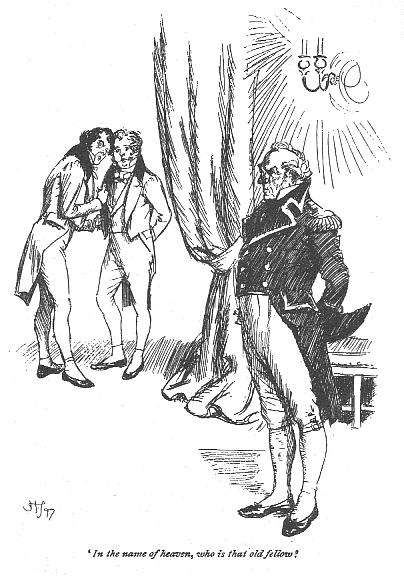
Imatge del capítol 1 de Persuasió

Aquesta novel·la de Jane Austen comença amb una descripció de Sir Walter Elliot. La primera frase ofereix dos nivells d'informació sobre ell: en el nivell físic-objectiu, coneixem la condició social, ja que ell és Sir (per tant posseeix un títol nobiliari), i la seva residència està a Kellynch Hall. A nivell psicològic ens trobem amb el primer comentari irònic del llibre: era un home que "per entretenir-se mai va agafar un llibre que no fos el "Baronetage". Així que el lector s'enfronta a un personatge ple de vanitat pel seu propi llinatge, però que no està interessat en la cultura. Un cop tenim una idea general d'aquest, el lector s'introdueix en els detalls de la família Elliot però només en la mesura en què que afecta directament a Sir Walter Elliot. La veu narrativa és invisible, però sabem qui és qui a la novel·la a causa de la connexió que cada personatge té amb Sir Walter Elliot.
Després de tots els petits detalls, la veu torna a la perspectiva inicial amb la següent frase: "La vanitat era el començament i el final de la personalitat de Sir Walter Elliot, la vanitat de persona i de classe social". La veu narrativa apareix com omniscient, perquè coneix íntimament tots els personatges. Un dels efectes d'un narrador omniscient és que fa que el lector cregui aquesta caracterització. Aquesta punt de vista omniscient ens porta a prendre aquesta perspectiva com una veritat. Així, creiem que Sir Walter Elliot és vanitós, que Lady Elliot era excel·lent, que Lady Russell és raonable, etc. És interessant notar que es van presentant alguns dels personatges importants de la novel·la, però és igualment interessant observar que, a causa de la veu narrativa, podem arribar a creure que aquesta caracterització és la vàlida.

### Ironia
La ironia d'Austen és present en la novel·la Persuasió pel to utilitzat en la veu narrativa. "Aquesta amiga (Lady Russell), i Sir Walter, no es van casar, contràriament al que es podia haver pressuposat en aquest cas." El següent paràgraf sencer és irònic, dient que la gent estava descontenta quan les dones vídues es tornaven a casar, però que s'esperava dels vidus que tornessin a passar pel matrimoni. Jane Austen ens està donant la perspectiva social sobre l'estat civil de les dones i els homes, però pel to en que ens ho explica, el lector no pot estar segur de si Austen està d'acord amb aquest judici social, o, al contrari, ho està criticant.
Un altre punt de la ironia és la frase que fa referència a les filles de Sir Elliot. Després de lloar Elizabeth amb la descripció d'ella com molt guapa, i molt com ell, hi ha una frase per descriure a les altres dues: "les seves altres dues filles, tenien un valor molt inferior". Atès que encara estem en la veu narradora, podem inferir que estem davant d'una combinació de dues perspectives: la perspectiva del pare (com en un discurs indirecte lliure) i la perspectiva del narrador omniscient. Des del punt de vista del pare, Mary i Anne són d'un valor inferior ", la paraula d'Anne no tenia pes, la seva posició era sempre la de cedir, ella només era l'Anne", però des de la perspectiva del narrador, Anne es troba en una posició social equiparable a la de gent amb intel·ligència real. L'autora combina brillantment les dues veus per obtenir un efecte immediat: el lector a l'instant està interessat en Anne, un personatge que mereix una millor posició en la família i la societat.

### Caracterització

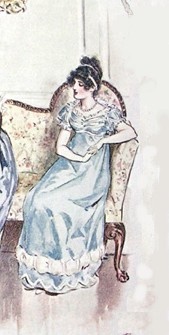
Anne Elliot

Des del punt de vista de la caracterització, les primeres pàgines de Persuasió ofereixen informació tant per les seves descripcions com per la seva absència. Sir Walter Elliot ve d'una família antiga i respectable. Està àmpliament descrit com un personatge centrat en l'ego, vanitós i desinteressat pels sentiments d'altres persones, incloent les seves filles Anne i Mary. Lady Elliot havia estat un "excel·lent dona, raonable i amable". Lady Russell, l'amiga de la família, es descriu com una "dona raonable". A l'altra banda tenim Elizabeth, la filla gran de Sir Walter Elliot i Lady Elliot, que és "molt guapa i molt semblant al pare", i María, que no es descriu en absolut: l'únic que sabem en aquest moment és que "havia adquirit una importància una mica artificial en esdevenir la senyora de Charles Musgrove". El que és sorprenent és el fet que l'heroi no s'introdueix en absolut, i l'heroïna es mereix molt pocs detalls.
L'afirmació que les dues dones adultes (Lady Elliot i Lady Russell) són raonables pot implicar que la resta (Sir W. Elliot, Elizabeth i Mary) no ho són.
Finalment, apareix l'heroïna: "però Anne, amb elegància mental i dolçor de caràcter, que hauria d'haver-la col·locat ben amunt entre persones d'enteniment real, no era ningú, ni amb el pare ni amb la germana." Per tant, ni el pare ni Elizabeth tenen enteniment real, i el lector sent simpatia des del principi de la novel·la per l'heroïna, que, irònicament, és la menys descrita en comparació amb la resta (a excepció de Mary). Anne podria ser la ventafocs de la història, i la seva fada podria ser Lady Russell (almenys les seves intencions semblen bones). El lector està interessat en Anne, malgrat que pel seu pare i la seva germana "ella era només Anne" (o potser precisament per això).